# Conca dei Marini
Conca dei Marini és un municipi situat al territori de la província de Salern, a la regió de la Campània, (Itàlia).
Conca dei Marini limita amb els municipis d'Amalfi i Furore.

## Galeria

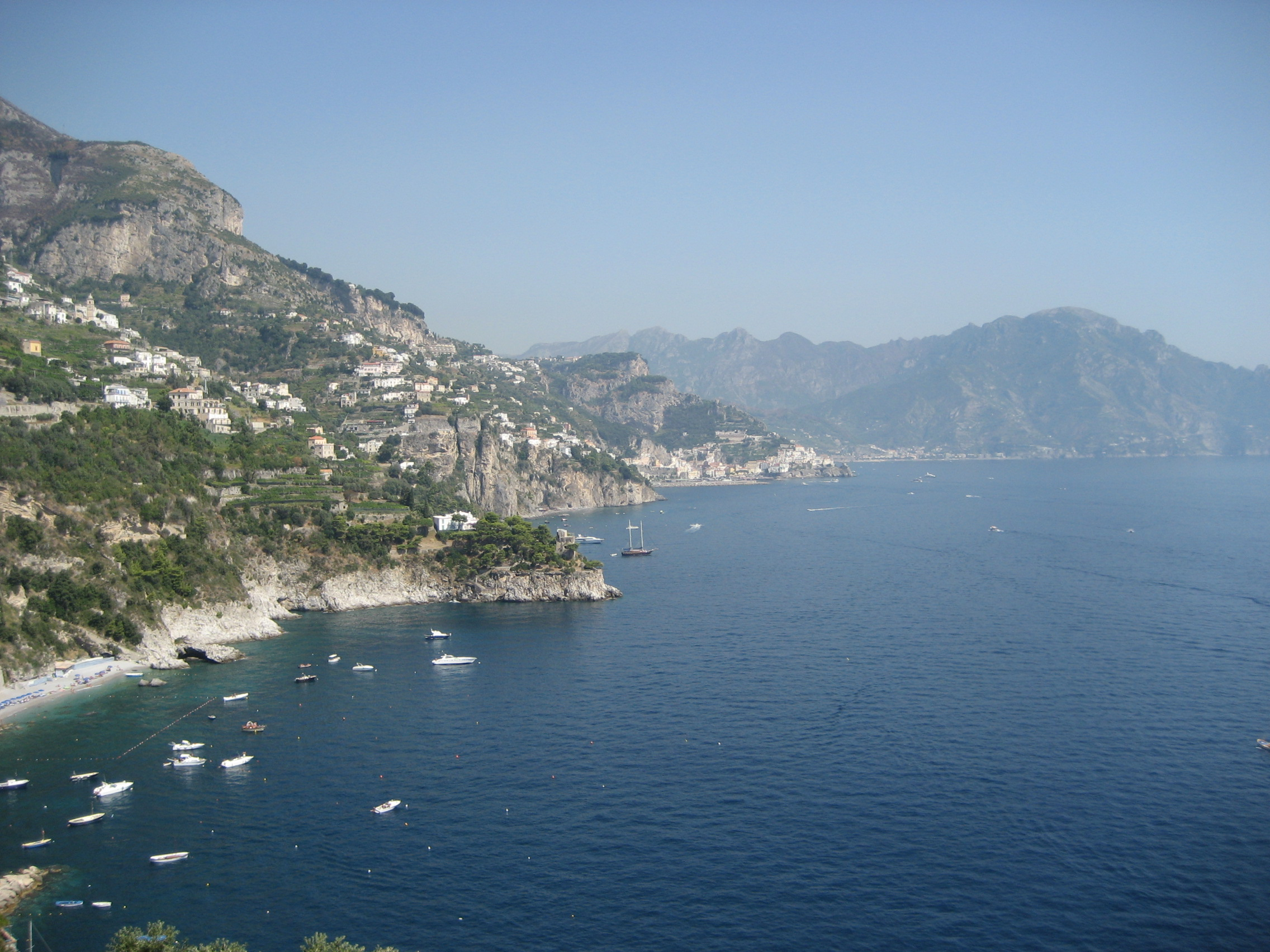
Vista des de Amalfi
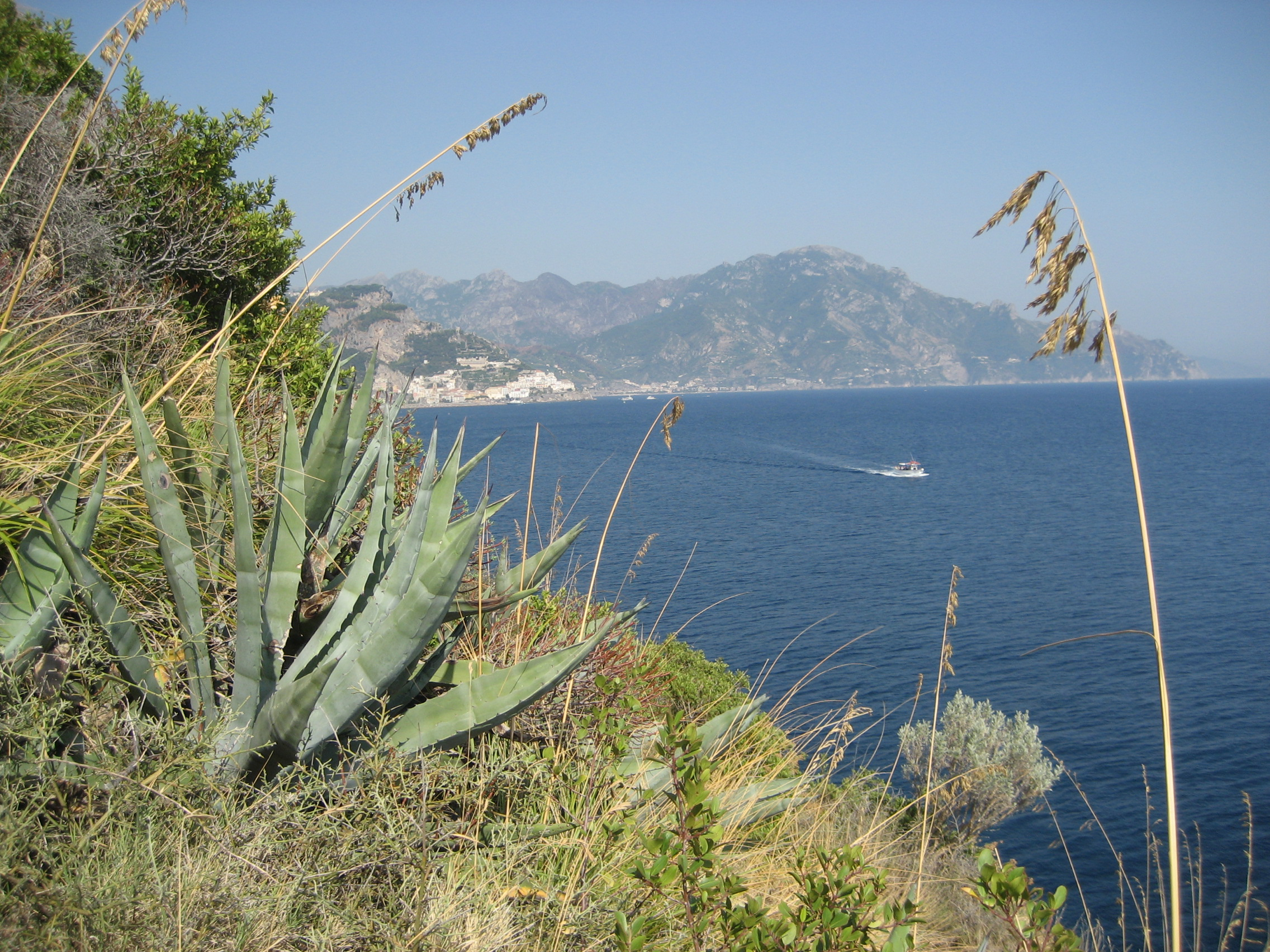
Vista des de Capo di Golfo
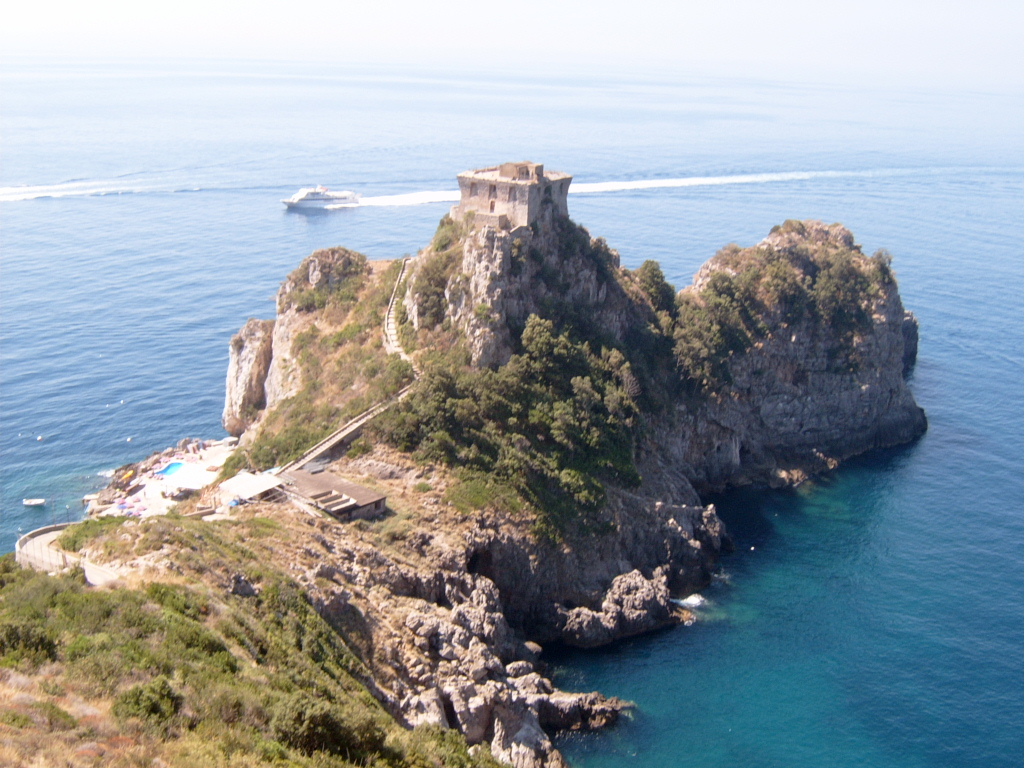
Antiga torre de guaita
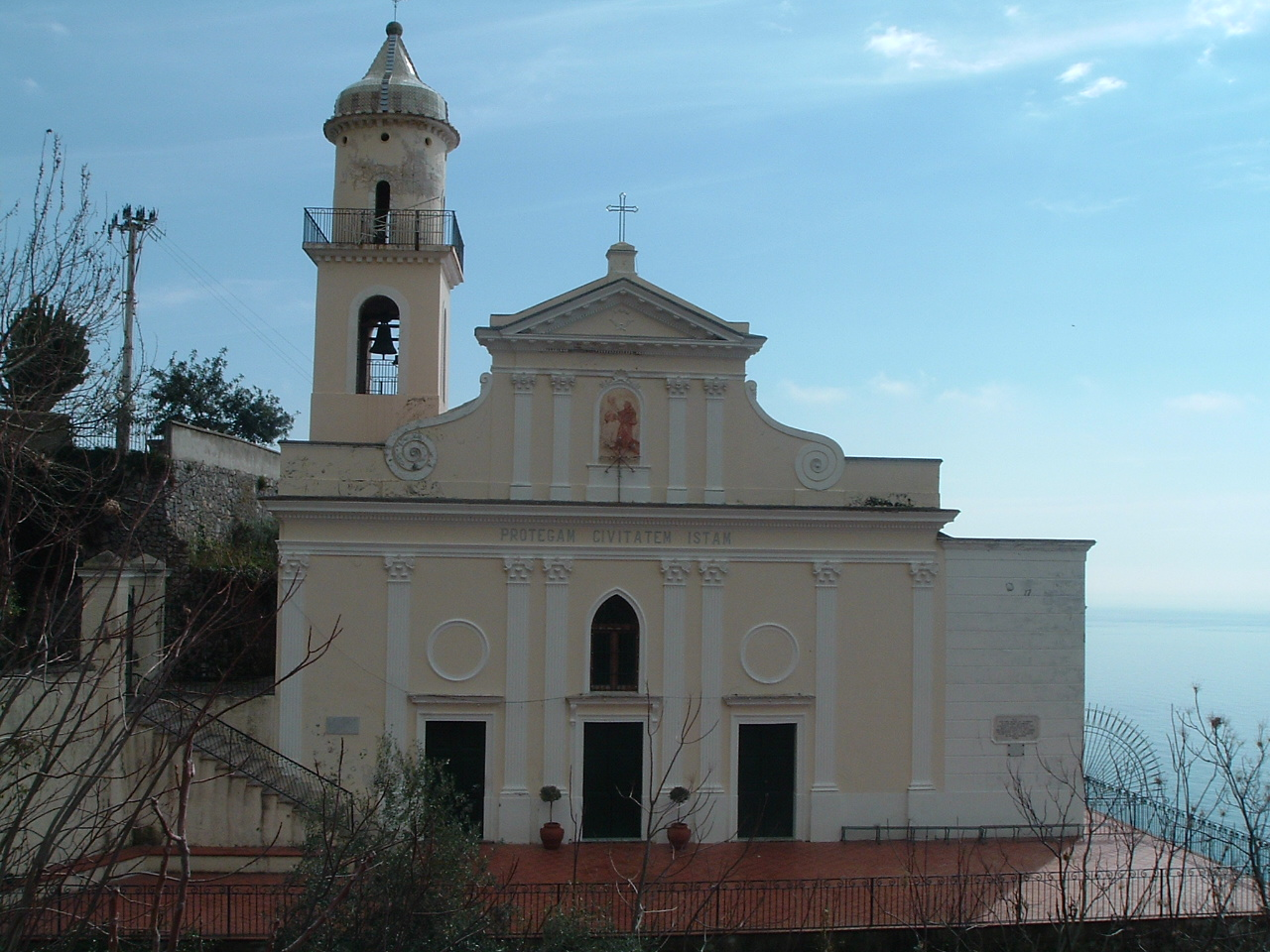
Església de S.Joan
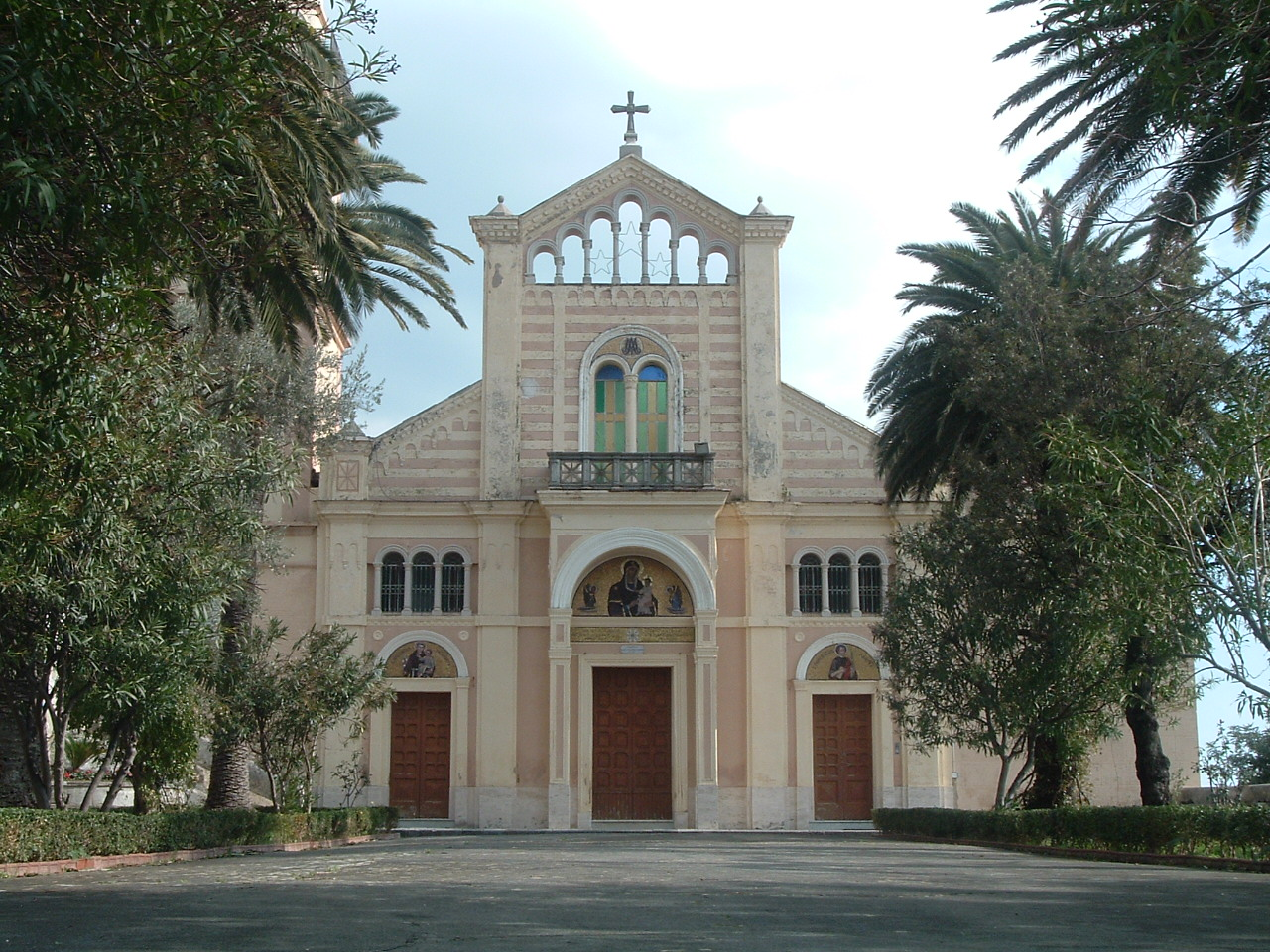
Església de S.Pancraç
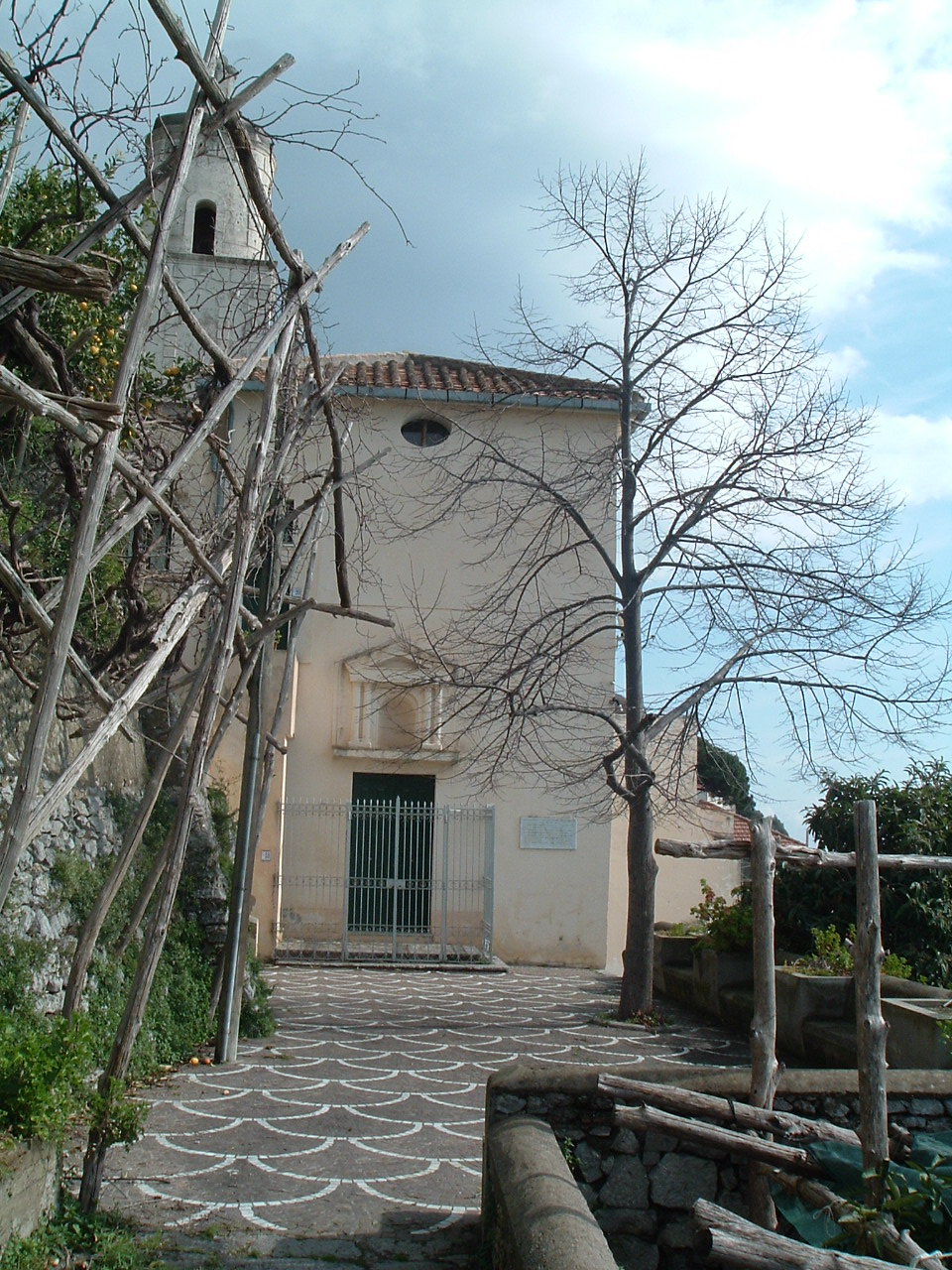
Església de S.Miquel
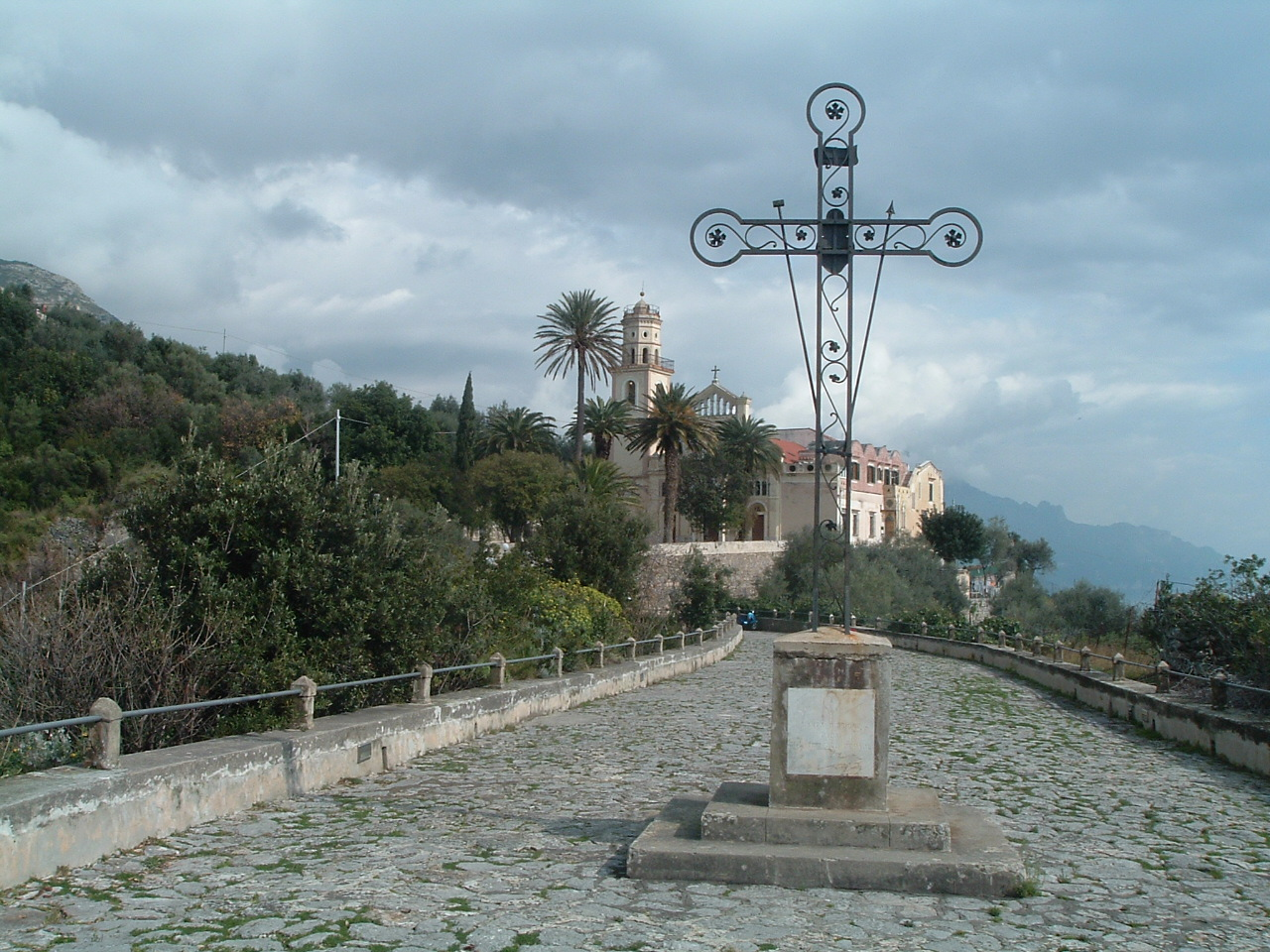
Punta Vreca
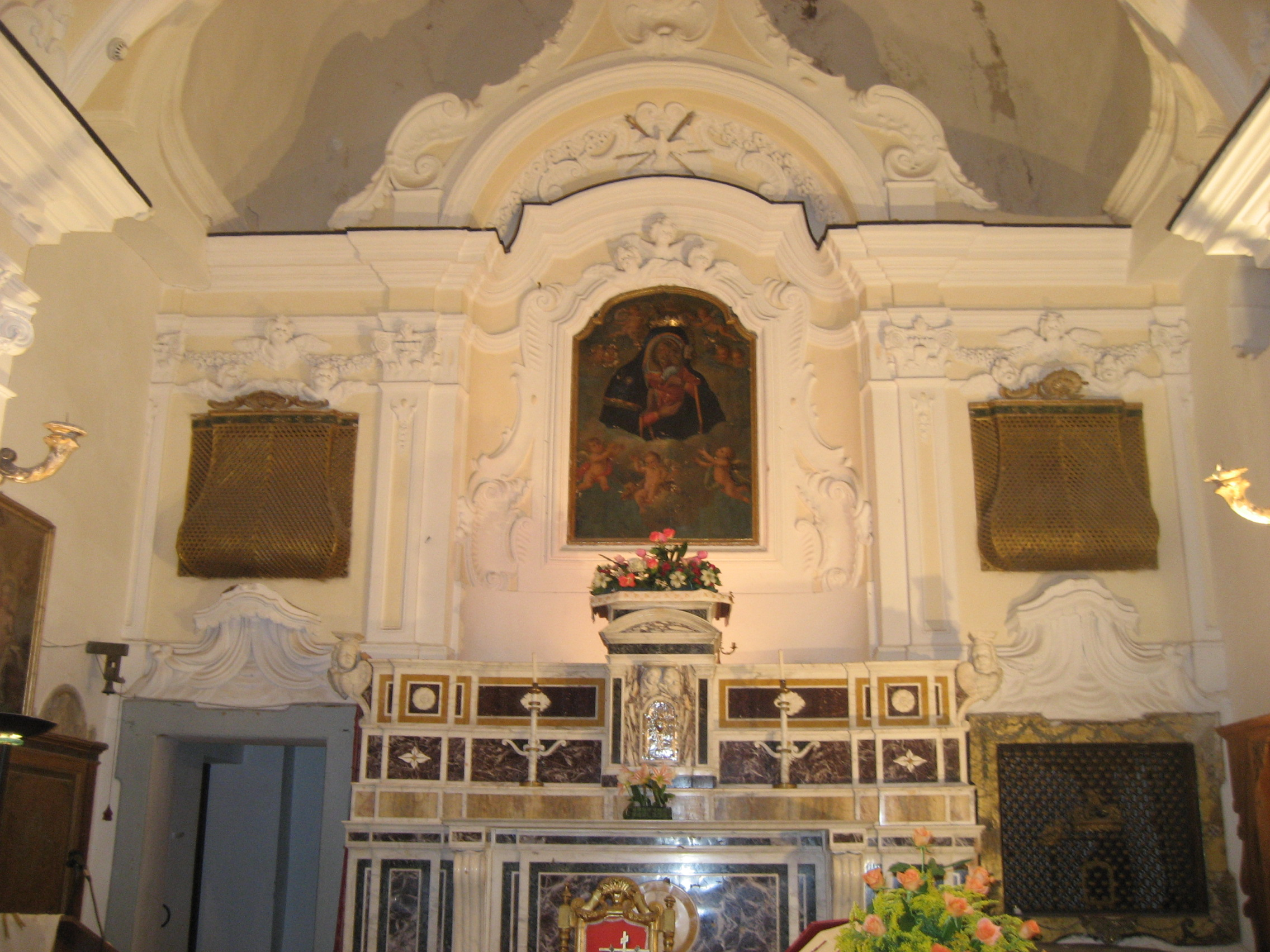
Imatge de S.Maria di Grado
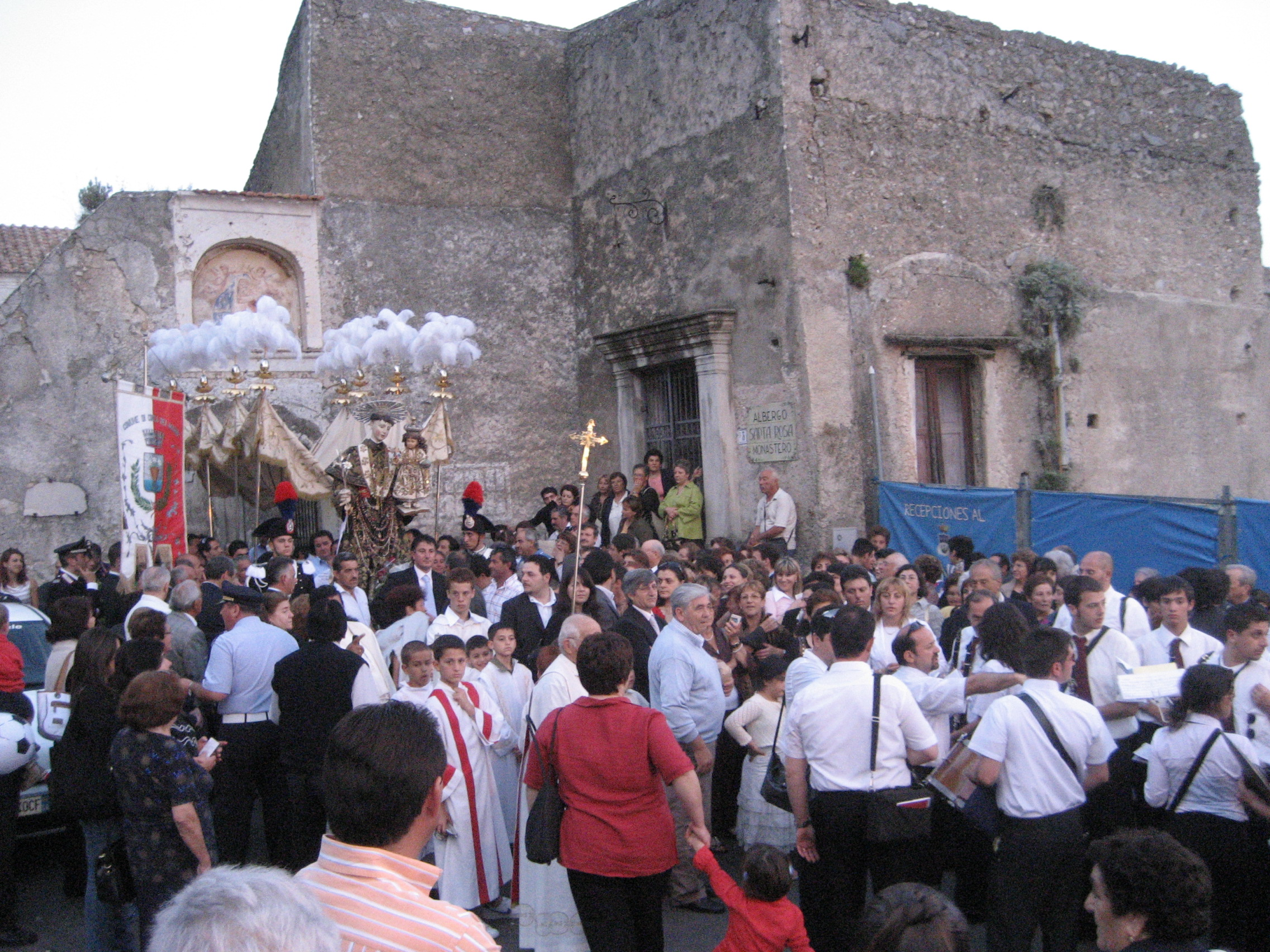
Processó de la imatge de S.Antoni de Pàdua